# Regetovka
Regetovka est un village de Slovaquie situé dans la région de Prešov.

## Histoire
Première mention écrite du village en 1618.

## Démographie

### Évolution de la population
| Année:               | 1994. | 2004.    | 2014.    | 2024.    |
| -------------------- | ----- | -------- | -------- | -------- |
| Nombre de personnes: | 22    | 18       | 30       | 52       |
| Différence:          |       | -18,18 % | +66,66 % | +73,33 % |

| Année:               | 2023. | 2024.   |
| -------------------- | ----- | ------- |
| Nombre de personnes: | 53    | 52      |
| Différence:          |       | -1,88 % |